# Bezirksrat Laufental
Der Bezirksrat Laufental (bis 1984: Bezirkskommission Laufental) war ein Regionalparlament im Bezirk Laufen in der Nordwestschweiz. Es bildete sich 1974 auf zunächst freiwilliger Basis, um das vom Kanton Bern im Zuge der Jurafrage gewährte Selbstbestimmungsrecht wahrzunehmen. Nachdem sich der Bezirk 1976 als öffentlich-rechtliche Gebietskörperschaft konstituiert hatte, begann die mittlerweile gewählte Bezirkskommission, einen möglichen Kantonswechsel des Laufentals zu sondieren. Ab 1980 handelte sie mit dem Kanton Basel-Landschaft den Laufentalvertrag aus, der jedoch 1983 in einer Volksabstimmung scheiterte. Das von nun an als Bezirksrat auftretende Gremium begann die Interessen der Exklave Laufental im Kanton Bern zu vertreten. Nach einem Urteil des Bundesgerichts, das die Abstimmung für ungültig erklärte, handelte es Änderungen am Laufentalvertrag aus. 1989 stimmten die Laufentaler dem Kantonswechsel zu, worauf der Bezirksrat bis zu seiner Auflösung im Jahr 2003 vor allem den Übergangsprozess begleitete.

## Geschichte

### Gründung
Der am 1. März 1970 angenommene Zusatz zur Berner Kantonsverfassung, der die Juraplebiszite einleitete und eine Lösung der Jurafrage herbeiführen sollte, gewährte dem ebenfalls im Jura gelegenen, aber deutschsprachigen Bezirk Laufen ein separates Selbstbestimmungsrecht. Die Laufentaler Stimmberechtigten erhielten dadurch die Möglichkeit, über den Beitritt zu einem Nachbarkanton der Nordwestschweiz zu befinden. Voraussetzung dafür war aber, dass der Bezirk beim ersten Juraplebiszit am 23. Juni 1974 mit Nein stimmte, was er mit einem Anteil von 74,2 % auch tat.  Damit er überhaupt als Verhandlungspartner auftreten konnte, benötigte er eine Vertretung. Regierungsstatthalter Jacques Gubler berief eine Sitzung ein, die am 18. September 1974 im Bezirkshauptort Laufen stattfand. An dieser bildete sich auf freiwilliger Basis eine Bezirkskommission. Zu ihren 25 Mitgliedern gehörten neben Gubler die drei Laufentaler Grossräte, je ein Vertreter der zwölf Gemeinden und neun weitere Vertreter von Parteien.
Zwar agierte die Bezirkskommission zunächst ohne gesetzlichen Auftrag, doch ihre Umwandlung in ein offizielles Gremium war von Anfang an vorgesehen. Der Ausschuss «Rechts- und Organisationsfragen» traf Vorbereitungen zur Ausarbeitung rechtlicher Grundlagen für eine offiziell gewählte Bezirkskommission. Der Ausschuss «Sonderstatut» erarbeitete die Grundlagen für die Schaffung eines Sonderstatuts des Bezirks Laufen innerhalb des Kantons Bern. Ausserdem begann der Ausschuss «Nachbarkantone», Grundlagen für einen Vergleich der Nachbarkantone und des Kantons Bern zu beschaffen sowie erste Kontakte zu knüpfen. Damit der Bezirk nach dem ersten Juraplebiszit nicht automatisch zum zukünftigen Kanton Jura gelangte, musste eine Volksinitiative für die Teilnahme am zweiten Juraplebiszit eingereicht werden, die von einem Fünftel der Stimmberechtigten unterschrieben wurde. Für diese Aufgabe war der Ausschuss «Initiativen und Meinungsforschung» zuständig. Am 24. Februar 1975 reichte er bei der Berner Staatskanzlei die Initiative mit 3312 gültigen Unterschriften ein, etwa doppelt so viele wie erforderlich. 94,6 % der Abstimmenden nahmen die Initiative am 14. September desselben Jahres an.

### Verhandlungen
Zwei Monate später, am 19. November 1975, verabschiedete der Grosse Rat das «Gesetz über die Einleitung und Durchführung des Anschlussverfahrens des Laufentals an einen benachbarten Kanton». Es schuf die rechtliche Grundlage für eine demokratisch gewählte Bezirkskommission. Diese zählte Anfang 1976 neu 26 Mitglieder, nachdem die Gemeinde Roggenburg als Folge des dritten Juraplebiszits zum Bezirk Laufen gestossen war und nun ebenfalls ein Mitglied entsenden konnte. Die erste Volkswahl der Kommissionsmitglieder fand am 4. April 1976 statt. Jede der 13 Gemeinden bildete einen Wahlkreis mit mindestens einem Abgeordneten, 13 weitere Abgeordnete kamen in den grösseren Gemeinden je nach Bevölkerungszahl hinzu. Da sich das Laufental – schweizweit einmalig – als öffentlich-rechtliche Gebietskörperschaft konstituiert hatte, wurde die Bezirkskommission inoffiziell auch als «Bezirksparlament» bezeichnet. Dies widerspiegelte sich auch in ihrer inneren Organisation mit Ratsbüro, Fraktionen, Kommissionen und Reglement. Einen Monat später trat die Kommission erstmals mit den Behörden der Nachbarkantone Basel-Landschaft, Basel-Stadt und Solothurn in Kontakt. Ebenfalls auf dem Verfassungszusatz von 1970 basierend, stimmten die Laufentaler am 18. Juni 1978 über die Einleitung des Anschlussverfahrens ab und sprachen sich mit 65,1 % Ja-Stimmen dafür aus, dass die Bezirkskommission offiziell  Verhandlungen aufnehmen soll.
Nachdem am 16. März 1980 der Kanton Basel-Landschaft als bevorzugte Beitrittsoption festgestanden hatte, besetzte die Bezirkskommission ihre Ausschüsse neu und machte sich an die Aufgabe, die Modalitäten eines möglichen Kantonswechsels auszuhandeln. Zu diesem Zweck wurden acht Fachgruppen gebildet, die regelmässig mit Vertretern einer basellandschaftlichen Verhandlungsdelegation zusammenkamen. Die Fachgruppen behandelten folgende Themen:
1. Verfassung, Rechtswesen, Gerichtswesen, Anschlussvertrag, Übergangsbestimmung
2. Gemeinde- und Bezirksorganisation
3. Finanz- und Steuerwesen
4. Schulwesen, Gesundheitswesen, Fürsorgewesen, Kulturelles, Sport
5. Bau- und Verkehrswesen
6. Land- und Forstwirtschaft, Polizei, Militär, Zivilschutz, Feuerwehr, Jagd und Fischerei
7. Kirchenwesen
8. Personelle Fragen

Auf Seiten des Baselbiets verhandelten zwei Regierungsräte und leitende Beamte der Kantonsverwaltung, begleitet von einer 13-köpfigen Kommission des Landrates. Zu den Verhandlungen zog man auch zwei Staatsrechtsprofessoren bei, Thomas Fleiner von der Universität Freiburg und Kurt Eichenberger von der Universität Bern. Weitere Gespräche zur Klärung von Details fanden auf Regierungsebene statt. Die Neuwahl der Bezirkskommission im April 1982 brachte eine Verschiebung von drei Sitzen zugunsten der Berntreuen, die alle der FDP angehörten, doch die Probaselbieter Vertreter der CVP und der SP behielten mit 15 Sitzen weiterhin die Mehrheit. Nach drei Lesungen billigte die Bezirkskommission den ausgehandelten Laufentalvertrag am 20. Januar 1983 mit 14 zu 11 Stimmen. Allerdings lehnten ihn die Laufentaler Stimmberechtigten am 11. September mit 56,7 % der Stimmen ab.

### Wahrnehmung der Laufentaler Interesse
Gemäss dem bernischen Gesetz vom 5. Dezember 1977 über die Mitwirkungsrechte des Laufentals und dem Organisationsstatut von 1979 wandelte sich die Bezirkskommission nach der Ablehnung des Beitritts zu Basel-Landschaft zur offiziellen Volksvertretung des Bezirks im Kanton Bern und benannte sich in Bezirksparlament um. Dessen Organe waren die Plenarversammlung mit dem Versammlungspräsidenten und seinem Stellvertreter, der Vorstand mit dem Bezirksratspräsidenten und dem Vizepräsidenten, die ständigen Kommissionen, die Spezialkommissionen mit Fachgremien und Experten sowie das Ratssekeretariat. Die ständigen Kommissionen befassten sich mit folgenden Aufgabenbereichen:
1. Erziehung, Kultur und Sport
2. Regionalplanung, Energie und Umweltschutz
3. Gesundheitswesen und Katastrophenhilfe
4. Sozial- und Wirtschaftsfragen

Die Hauptaufgabe des Bezirksrates bestand darin, sein Anhörungs- und Vorschlagsrecht gegenüber dem Grossen Rat und den Behörden des Kantons Bern wahrzunehmen. Auf diese Weise sollten die besonderen Bedürfnisse des Bezirks, die sich aus seiner Situation als Exklave ergaben, geltend gemacht werden. Mit den Enthüllungen rund um die Berner Finanzaffäre, die unter anderem eine massive illegale Geheimfinanzierung der Aktion bernisches Laufental vor der Abstimmung von 1983 ans Licht brachten, rückten die regulären Geschäfte jedoch ab August 1985 zunehmend in den Hintergrund. Während das Bezirksratsmitglied Heinz Aebi und vier Mitstreiter der Laufentaler Bewegung ein juristisches Verfahren in Gang setzten, reichte der Bezirksrat beim Regierungsrat eine formelle Eingabe zuhanden des Grossen Rates ein, die einen ausführlichen Fragenkatalog enthielt. Sie zielte darauf ab, eine genauere Untersuchung durchzuführen und die illegal ausbezahlten Gelder zurückzuerstatten. Der entsprechende Entscheid fiel mit 15 Stimmen der Probaselbieter gegen 10 Stimmen der Berntreuen (bei einer Enthaltung). Der Grosse Rat nahm die Eingabe lediglich als unverbindliche Petition entgegen.
Am 20. Dezember 1988 verfügte das Bundesgericht, dass die Abstimmung von 1983 für ungültig zu erklären sei und wiederholt werden müsse. Eine Spezialkommission des Bezirksrates unter der Leitung von Rudolf Imhof handelte zusammen mit zwei kantonalen Delegationen mehrere Ergänzungen zum Laufentalvertrag aus, die aufgrund geänderter politischer und rechtlicher Rahmenbedingungen notwendig geworden waren. Der entsprechende Vertrag wurde am 12. Mai 1989 unterschrieben, ebenso eine Vereinbarung zwischen beiden Kantonsregierungen und dem Vorstand des Bezirksrates «über das Verhalten der Behörden in der Laufental-Abstimmung», worin sich die Vertragsparteien zu einer objektiven Information verpflichteten. Die Laufentaler nahmen den ergänzten Laufentalvertrag am 12. November 1989 mit 51,7 % der Stimmen an. Bei der Bezirksratswahl am 10. Juni 1990 legten die Probaselbieter um einen Sitz zu.

### Begleitung des Kantonswechsels
Nachdem die Stimmberechtigten von Basel-Landschaft am 22. September 1991 der Aufnahme des Laufentals zugestimmt hatten, erfolgte der Kantonswechsel am 1. Januar 1994. Während einer zehn Jahre dauernden Übergangsfrist blieb der Bezirksrat weiterhin als Interessenvertretung des Laufentals gegenüber Regierung und Verwaltung bestehen. Er war an den Verhandlungen über ein Abkommen bezüglich der Vermögensausscheidung zwischen beiden Kantonen beteiligt, das im Juni 1995 unterzeichnet werden konnte. Dabei erhielt Basel-Landschaft von Bern entschädigungslos Vermögenswerte in der Höhe von 27,5 Millionen Franken zugesprochen.
Während der Übergangszeit war auch eine Rechtspflegekommission tätig. Ihre Aufgabe war die Beurteilung und Schlichtung rechtlicher Fragen, die sich aus dem Wechsel der Rechtsordnung ergaben. Sie setzte sich aus fünf Mitgliedern und drei Ersatzmitgliedern zusammen, die zur Hälfte vom Baselbieter Regierungsrat und vom Bezirksrat gewählt wurden. Zu ihren Geschäften gehörten die Schlichtung von Uneinigkeiten zwischen Regierungsrat und Bezirksrat in der Anwendung des Laufentalvertrags, Entscheide über Zuständigkeiten von Behörden, das Stellen von Anträgen an die Regierung für Massnahmen zur Vermeidung von Härtefällen sowie Entscheide über Zuständigkeit und Zuweisungen für hängige Begehren und Beschwerden bei bernischen Instanzen. Entscheide der Kommission waren rechtsverbindlich und konnten ausschliesslich mittels einer staatsrechtlichen Beschwerde am Bundesgericht angefochten werden, was jedoch nur in einem Fall geschah.
Ansonsten trat der Bezirksrat nur noch selten zusammen, und seine Bedeutung für die Regionalpolitik nahm derart rasch ab, dass 2002 der letzte Wiederwahltermin sogar unbemerkt verstrich. Die letzte feierliche Sitzung fand am 1. Dezember 2003 statt.

## Zusammensetzung
| Partei                             | 1974 | 1976 | 1982 | 1986 | 1990 |
| ---------------------------------- | ---- | ---- | ---- | ---- | ---- |
| CVP                                | 14   | 12   | 12   | 12   | 12   |
| FDP                                | 09   | 08   | 11   | 11   | 07   |
| SP                                 | 03   | 02   | 03   | 03   | 03   |
| Politischer Zirkel Laufen          | 0–   | 01   | 0–   | 0–   | 0–   |
| Junges Röschenz                    | 0–   | 01   | 0–   | 0–   | 0–   |
| parteilos                          | 0–   | 02   | 0–   | 0–   | 0–   |
| Vereinigung berntreuer Laufentaler | 0–   | 0–   | 0–   | 0–   | 03   |
| Laufental 91                       | 0–   | 0–   | 0–   | 0–   | 01   |